# Lasiopelta similis
Lasiopelta similis är en tvåvingeart som beskrevs av Malloch 1928. Lasiopelta similis ingår i släktet Lasiopelta och familjen husflugor. Inga underarter finns listade i Catalogue of Life.